# Liste des îles des Shetland
La liste des îles des Shetland recense les îles de l'archipel des Shetland d'une superficie supérieure à 15 hectares (15 km2). Pour les îles inhabitées, la date de la dernière occupation n'est pas toujours connue, cependant presque toutes les îles énumérées ici ont été habitées à un moment donné entre le Mésolithique et la période scandinave (en) (VIIIe – XVe siècles). 

## Liste
| Île                     | Groupe d'îles          | Superficie (ha) | Population | Dernière occupation         | Point culminant  | Hauteur (mètres) |
| ----------------------- | ---------------------- | --------------- | ---------- | --------------------------- | ---------------- | ---------------- |
| Balta                   | North Isles (en)       | 80              | 0          |                             | Muckle Head      | 44               |
| Bigga                   | Yell Sound             | 78              | 0          | Années 1930                 |                  | 34               |
| Bressay                 | East of Lerwick        | 2805            | 368        |                             | Ward of Bressay  | 226              |
| Brother Isle            | Yell Sound             | 40              | 0          |                             |                  | 25               |
| Bruray                  | Out Skerries           | 55              | 24         |                             | Bruray Ward      | 53               |
| East Burra              | Scalloway Islands (en) | 515             | 76         |                             | Easter Heog      | 81               |
| Fair Isle               | Outlier                | 768             | 68         |                             | Ward Hill        | 217              |
| Fetlar                  | North Isles            | 4078            | 61         |                             | Ward Hill        | 158              |
| Foula                   | Outlier                | 1265            | 38         |                             | The Sneug        | 418              |
| Grunay                  | Out Skerries           | 22              | 0          |                             |                  |                  |
| Hascosay                | Colgrave Sound, Yell   | 275             | 0          | Milieu du XIXe siècle       |                  | 30               |
| Hildasay                | Scalloway Islands      | 108             | 0          | Années 1890                 |                  | 32               |
| Housay                  | Out Skerries           | 163             | 50         |                             | North Hill       | 53               |
| Huney                   | Out Skerries           | 17              | 0          |                             |                  | 19               |
| Lamba                   | Yell Sound             | 43              | 0          |                             |                  | 35               |
| Linga (Muckle Roe)      | Swarbacks Minn         | 70              | 0          |                             |                  | 69               |
| Linga (Samphrey) (en)   | Yell Sound             | 38              | 0          |                             |                  | 40               |
| Linga (Yell)            | Bluemull Sound, Yell   | 45              | 0          |                             |                  | 26               |
| Mainland                | Mainland               | 96879           | 18765      |                             | Ronas Hill       | 450              |
| Mousa                   | East of Mainland       | 180             | 0          | Milieu du XIXe siècle       | Mid Field        | 55               |
| Muckle Roe              | Swarbacks Minn         | 1773            | 130        |                             | Mid Ward         | 172              |
| Noss                    | Bressay                | 343             | 0          | Années 1930                 | Noup of Noss     | 181              |
| Oxna                    | Scalloway Islands      | 68              | 0          | Premier tiers du XXe siècle | Muckle Ward      | 38               |
| Papa                    | Scalloway Islands      | 59              | 0          | 1891–1930                   |                  | 32               |
| Papa Little             | Swarbacks Minn         | 226             | 0          | Années 1840                 | North Ward       | 82               |
| Papa Stour              | St Magnus Bay (en)     | 828             | 15         |                             | Virda Field      | 87               |
| Samphrey                | Yell Sound             | 66              | 0          | 1841–1880                   |                  | 29               |
| South Havra             | Scalloway Islands      | 59              | 0          | 1923                        |                  | 42               |
| Trondra                 | Scalloway Islands      | 275             | 135        |                             |                  | 60               |
| Unst                    | North Isles            | 12068           | 632        |                             | Saxa Vord        | 284              |
| Uyea                    | North Isles            | 205             | 0          | Milieu du XXe siècle        | The Ward         | 50               |
| Uyea (Northmavine) (en) | North Mainland         | 45              | 0          |                             |                  | 70               |
| Vaila                   | Gruting Voe            | 327             | 2          |                             | East Ward        | 95               |
| Vementry                | Swarbacks Minn         | 370             | 0          | Années 1840                 | Muckle Ward      | 90               |
| West Burra              | Scalloway Islands      | 743             | 776        |                             | Hill of Sandwick | 65               |
| West Linga              | Whalsay                | 125             | 0          | Fin du XVIIIe siècle        |                  | 52               |
| Whalsay                 | Whalsay                | 1970            | 1061       |                             | Ward of Clett    | 119              |
| Yell                    | North Isles            | 21211           | 966        |                             | Hill of Arisdale | 210              |